# Múscraí
Múscraí (en anglès Muskerry) és una regió central del Comtat de Cork, a la República d'Irlanda que incorpora les baronies de Muskerry West i Muskerry East. Es troba al llarg de la vall del riu Lee i delimitat per les muntanyes Boggeragh al nord i les muntanyes Shehy al sud. La regió rep el nom pels Múscraige, qui eren un important poble dels érainn de Munster. També és el nom oficial de la regió Gaeltacht en la qual es parla l'irlandès de Munster. La Gaeltacht inclou les viles de Béal Átha an Ghaorthaidh, Baile Bhuirne, Cúil Aodha i Cill na Martra. Els centres més poblats són Blarney i Macroom.